# Вільям Гершом Коллінгвуд

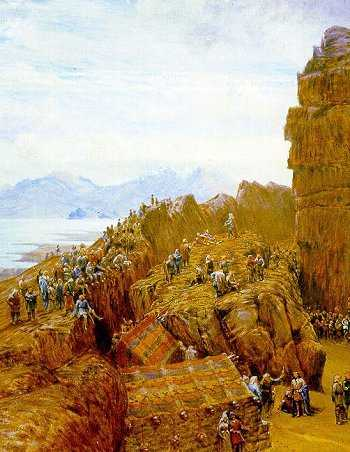
Альтинг на сесії, законний спікер Альтингу; парламент Ісландії, Коллінгвуд

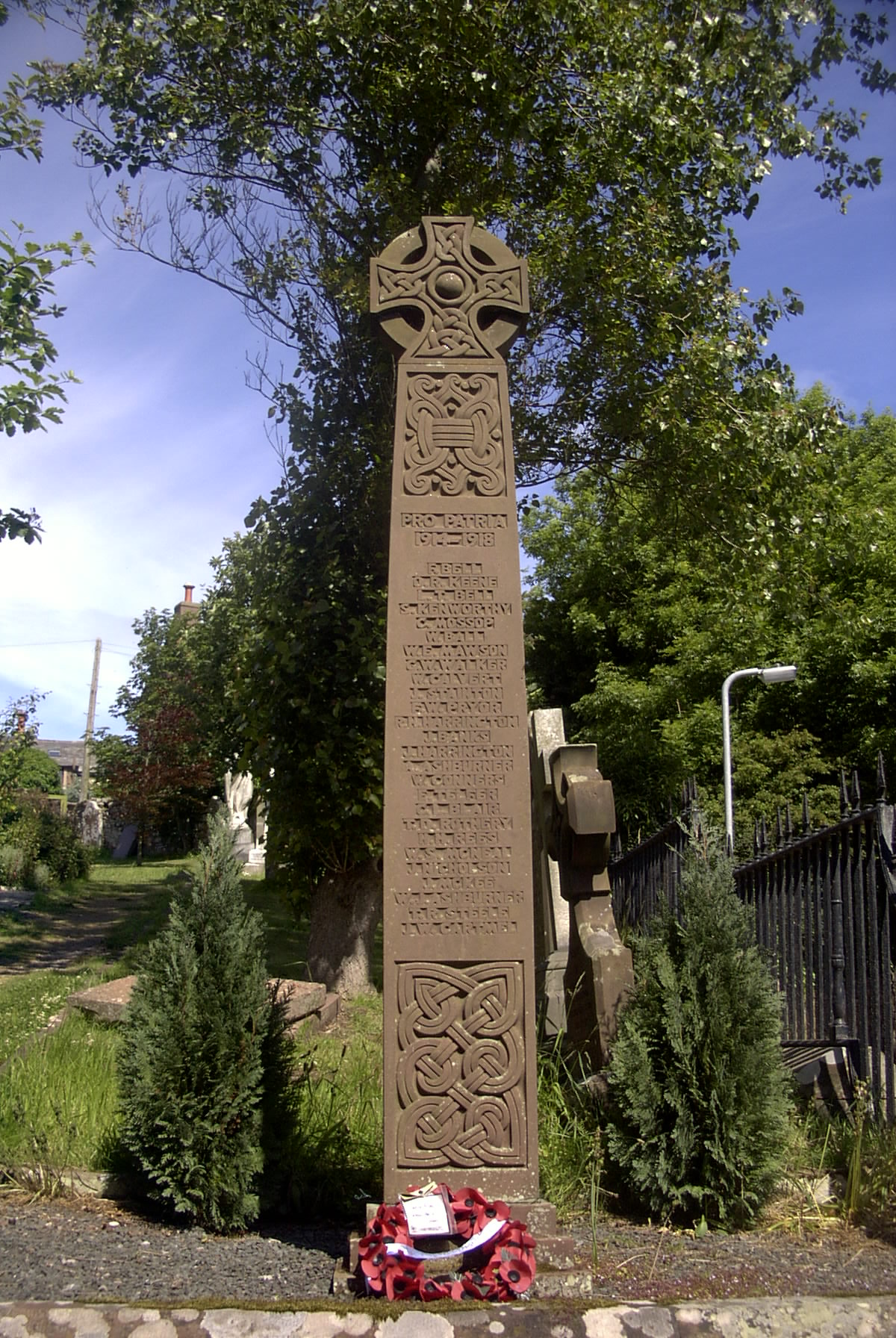
Військовий меморіал St Bees

Вільям Гершом Коллінгвуд (англ. William Gershom Collingwood, [ˈkɒlɪŋˌwʊd], 6 серпня 1854 в Ліверпулі — 1 жовтня 1932) — англійський письменник, художник, антиквар і професор образотворчих мистецтв в Університетському коледжі Редінга. Був президентом антикварного товариства Камберленд та Вестморленд та Товариства художників озер.

## Біографія
Вільям Гершом Коллінгвуд народився в 1854 році в родині В. Коллінгвуда Його батько, також Вільям, був художником-акварелістом, 1851 року він одружився з Марі Елізабет Імгоф з Арбона, Швейцарія. Невдовзі молодий Вільям малював з батьком у Озерному краї, Північному Уельсі та Швейцарії.
Початкову освіту молодший Вільям Коллінгвуд отримав у Ліверпульському коледжі. У 1872 році він вступив до Університетського коледжу в Оксфорді, де зустрів Джона Раскіна. Влітку 1873 року Коллінгвуд відвідав Раскіна в Брантвуді, Коністон. Через два роки Коллінгвуд працював у Брантвуді з Раскіним та його колегами. Раскін захоплювався його майстерністю малювання. А сам Коллінгвуд продовжив навчання в Школі мистецтв Слейда між 1876 і 1878 роками. Він виставлявся в Королівській академії в 1880 році.
Протягом багатьох років Коллінгвуд присвятив себе допомозі Раскіну, залишаючись у Брантвуді як помічник Раскіна та подорожуючи з ним до Швейцарії. У 1883 році Вільям Коллінгвуд одружився з Едіт Мері Ісаак (1857—1928) та оселився поблизу Раскіна в Озерному краї. Коллінгвуд відредагував низку текстів Раскіна, а 1893 року опублікував його біографію.
У 1896 році Артур Ренсом познайомився з подружжям Коллінгвудів та їхніми дітьми, Дорою (пізніше місіс Ернест Алтуньян), Барбарою (пізніше місіс Оскар Гносспеліус), Урсулою та Робіном (пізніше історик і філософ). Ренсом навчився плавати на човні Коллінгвуда «Swallow» і став вірним другом сім'ї, ба більше, він навіть пропонував одружитися Дорі та Барбарі (в окремих випадках). Після того, як у 1928 році влітку навчав онуків Коллінгвуда плавати на Swallow II, Ренсом написав першу книгу з серії книг «Swallows and Amazons». Він використовував імена деяких онуків Коллінгвуда для своїх персонажів «Ластівки» (див. Роджер Алтуньян).
До 1890-х років Коллінгвуд став досвідченим художником, водночас він приєднався до антикварного та археологічного товариства Камберленда та Вестморленду. Він написав чимало робіт про свою діяльність у цих товариствах. Коллінгвуд особливо цікавився скандинавською культурою та скандинавами; він написав роман «Торстейн з Мере», який мав великий вплив на Артура Ренсома.
У 1897 році Коллінгвуд поїхав до Ісландії, де провів три літні місяці, досліджуючи з Йоном Стефанссоном місця по всій країні, де розгортаються події середньовічних ісландських саг. Протягом цього часу він створив сотні ескізів і акварелей (наприклад, уявне зібрання середньовічного Альтингу) і разом зі Стефанссоном опублікував ілюстрований звіт про їхню експедицію в 1899 році під назвою «Паломництво по місцях саг Ісландії».
Коллінгвуд був членом Клубу вікінгів, а згодом став його президентом. У 1902 році він виконав у співавторстві з Йоном Стефанссоном перший переклад саги про Кормака під назвою «Життя і смерть Кормака Скальда». Його внесок у вивчення скандинавської та англосаксонської археології зробив його широко визнаним провідним авторитетом. Після смерті Раскіна Коллінгвуд деякий час продовжував допомагати з секретарською роботою в Брантвуді, але в 1905 році пішов до Університетського коледжу в Редінгу (нині Редінгський університет) і працював професором образотворчого мистецтва з 1907 по 1911 рік.
З початком Першої світової війни Коллінгвуд приєднався до розвідувального відділу Адміралтейства. У 1919 році він повернувся в Коністон і продовжив свою роботу над історією Озерного краю і, мабуть, своєю найважливішою роботою «Нортумбрійські хрести донорманської доби». Він був прекрасним скелелазом і плавцем, а також невтомним пішим мандрівником аж до похилого віку. У 1927 році він пережив перший із серії інсультів. Його дружина померла в 1928 році, а сам Коллінгвуд – в 1932 році. Похований у Коністоні.

## Військові меморіали
Після закінчення Першої світової війни в 1918 році та мирного договору 1919 року послуги Коллінгвуда були дуже затребувані як дизайнера військових меморіалів. Його знання та ентузіазм щодо скандинавських хрестів демонструються в Грасмірі, де меморіал на Бродгейт-Медоуз є своєрідним пастішем англійського хреста. Короткий вірш на його цоколі написав близький друг Коллінгвуда, канонік Гардвік Ронслі, який був головою меморіального комітету. Інші приклади його меморіальних хрестів кельтського типу можна побачити в Отлі, Коністоні та на фабриці K Shoes у Кендалі. Хрест у Гоксгеді створила його донька Барбара. Інші меморіали, розроблені Коллінгвудом, можна побачити в Улверстоні, Сент-Бізі та Ластінгемі. Його щоденник за 1919–20 рр., який зберігається в художній галереї Еббот Голл, Кендал, містить короткі начерки щодо інших можливих меморіалів; у Роккліффі, Карлайлі та невідомому мосту, ймовірно, на півночі Камберленда.

## Спадщина
У 1901 році Коллінгвуд заснував Музей Раскіна в Коністоні. Тут містяться зокрема й матеріали, пов'язані з самим Коллінгвудом. Проте архів сімейних документів «Коллінгвудська колекція» зараз зберігається у відділі спеціальних колекцій та архівів бібліотеки Кардіффського університету.
Найбільша частина картин Коллінгвуда про Ісландію зберігається в Національному музеї в Рейк'явіку. Частина доробку представлена в художній галереї Еббота Голла.

## Українські видання
Перше українське видання «Старшої Едди», що вийшло у видавництві Жупанського, проілюстроване графічними роботами Вільяма Коллінгвуда.